# Брод (нефтеперерабатывающий завод)
Нефтеперерабатывающий завод «Брод» (официально — Акционерное общество «НПЗ Брод», ранее — НПЗ «Босански Брод») — единственный нефтеперерабатывающий завод в Боснии и Герцеговине. Расположен в городе Брод (Республика Сербская), на границе с Хорватией. Контролируется российской компанией «Зарубежнефть» (через дочернее общество АО «НефтегазИнКор»).

## История
Нефтепеработка в Броде началась в 1892 году на предприятии, построенном венгерской компанией «Даница».
Современный завод был построен в 1968 году. В 1990—2008 годах завод не работал, за исключением отдельных установок.
В начале 2007 году завод вместе с другими активами (заводом по производству моторных масел в Модриче и сетью из 79 АЗС Petrol) был куплен российской компанией «Зарубежнефть». Сумма сделки составила 121 млн евро, соглашения были подписаны с правительством Республики Сербской, в результате сделки топливная отрасль республики была приватизирована российской компанией. Вместе с активами «Зарубежнефть» получила право на разработку нефтяных месторождений в Республике Сербской.
В 2008 году после реконструкции и модернизации старой линии переработки нефти завод возобновил производство, мощность по переработке составила 1,2 млн тонн в год. В 2011 году на заводе была запущена вторая линия, мощность переработки увеличилась до 3 млн тонн в год. В период с 2007 по 2014 год в реконструкцию завода было вложено свыше 250 млн евро.
В 2012 году было озвучено о планах расширения завода с увеличением мощности до 4,2 млн тонн нефти в год и строительства нефтепродуктопровода от НПЗ к нефтеналивному порту Омишаль (сбыт осуществляется только автотранспортом, что ограничивает рынок сбыта).

## Продукция
Завод производит дизельное топливо по стандарту Евро-4 и Евро-5, а также осуществляет производство бессвинцовых бензинов А-95 и А-98.